# Schleinikon
Schleinikon är en ort och kommun i distriktet Dielsdorf i kantonen Zürich, Schweiz. Kommunen har 870 invånare (2023).
Kommunen består av ortsdelarna Schleinikon, Dachsleren och Wasen.